# August Hilber

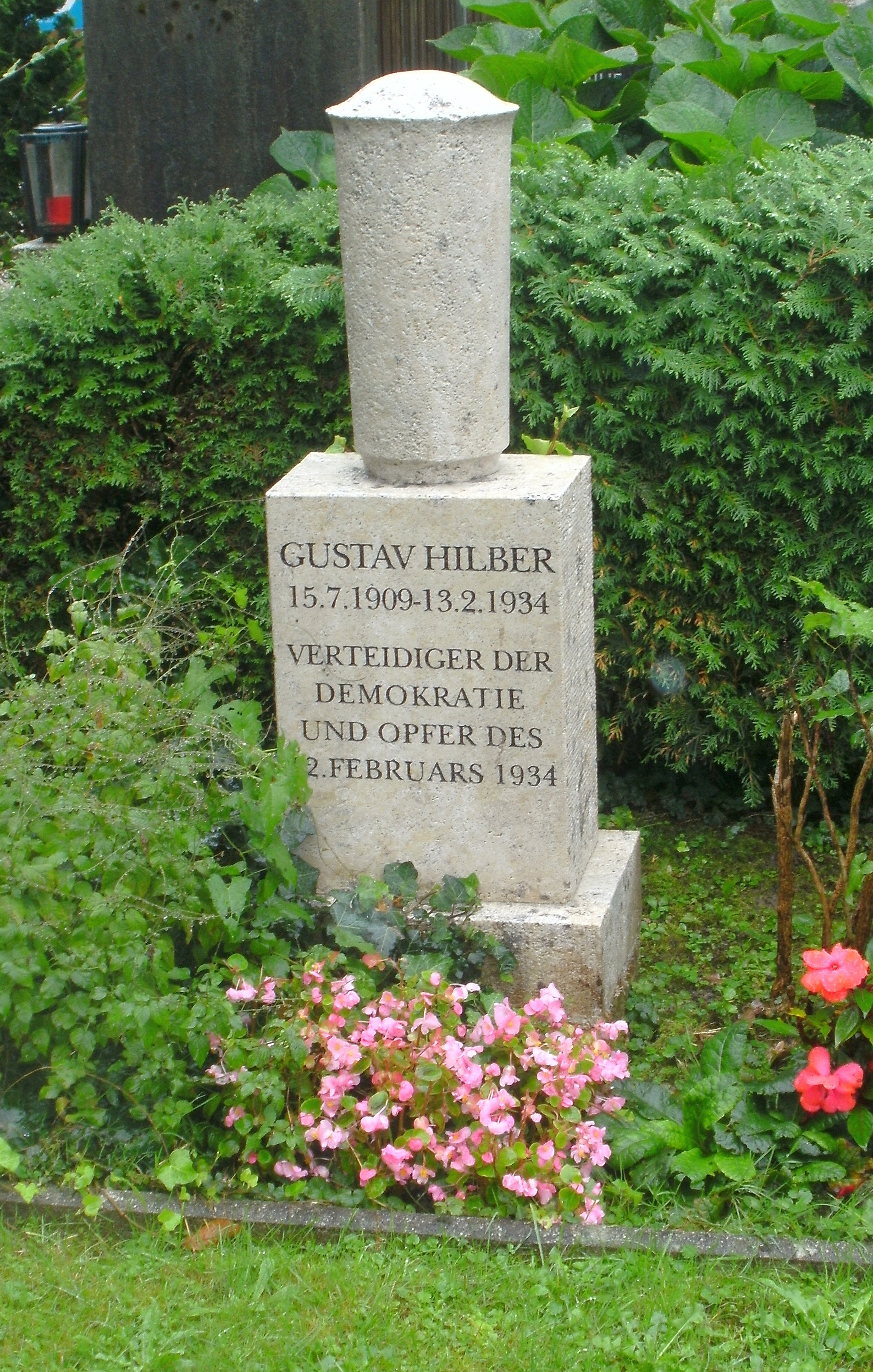
Hilbers Grab im Urnenfriedhof am Tabor, Steyr

August „Gustav“ Hilber (* 15. Juli 1909 in Steyr; † 13. Februar 1934 ebenda) war ein österreichischer Freiheitskämpfer.
Von Beruf war Hilber Elektriker in den Steyr-Werken. Er war Mitglied des republikanischen Schutzbundes.
Im Jahre 1934 ist er im österreichischen Bürgerkrieg am 13. Februar 1934 bei der Verteidigung der Ennsleite in Steyr im Haus Konrad Deublerstraße 1 (heute Schosserstraße 1) im Kampf für die Demokratie gefallen. Neben Hilber wurden bei der Verteidigung der Ennsleite auch Johann Buchmayer (* 1914, getötet beim Haus Schillerstraße 35) und Heinrich Maurer (* 1914, getötet beim Haus Arbeiterstraße 6) erschossen. Die Leichen der drei Männer wurden den Verwandten zur Bestattung übergeben. Hilber und Maurer wurden am 17. Februar im Krematorium Steyr verbrannt, Buchmayer am Taborfriedhof begraben.
Das noch heute bestehende Grab Hilbers befindet sich im Urnenfriedhof am Tabor in Steyr.
In Steyr ist die August-Hilber-Straße ⊙ nach ihm benannt.